# Télégraphe optique russe
Le Télégraphe optique russe est une déclinaison du Télégraphe Chappe, installé par un stationnaire de télégraphe Chappe dans les années 1830 sur de longues distances à partir de la capitale russe et qui constituait la ligne la plus étendue d'Europe.

## Histoire
L'immense étendue de l'empire russe constituant un obstacle continuel à la transmission des ordres envoyés de la capitale, l'autorité du Tsar, un "grand nombre de personnes avaient essayé à Saint-Pétersbourg de construire des télégraphes", mais sans succès. Parmi elles, l'abbé Valentin Haüy, connu pour sa méthode d'éducation des aveugles, a fait une proposition sans suite, dans une brochure publiée en 1805. Les journaux russes annoncèrent peu après, en 1808, qu'un autre Français, Volque, allait équiper Saint-Pétersbourg d'un télégraphe aérien, mais il n'obtint pas le marché, pas plus qu'au Danemark, où il espérait placer son invention. Un premier télégraphe optique est déployé en 1824, de la capitale au lac Ladoga.
Des expérimentations de télégraphie électrique sont aussi effectuées dans la capitale russe. En 1833, le baron Schilling y fit plusieurs essais avec un télégraphe électromagnétique composé d'un système à aiguille et d'un code utilisé pour indiquer les caractères. Le baron Schilling avait imaginé cinq fils de platine unissant deux stations, isolés au moyen de gomme laque, et contenus dans une corde de soie. La station du départ possédait une espèce de clavier, dont chaque touche, en rapport avec l'un des fils, servait à y diriger le courant, et à mettre ainsi en action l'aiguille magnétique correspondante, située à la station extrême. Cette dernière comportait cinq aiguilles aimantées, placées chacune au milieu d'un galvanomètre. Les dix mouvements formés par les cinq aiguilles magnétiques, servaient à désigner les dix chiffres de la numération, lesquels, à l'aide d'un dictionnaire spécial, représentaient les signaux télégraphiques. Le baron Schilling fit plusieurs expériences sous les yeux de l'empereur de Russie. Quelque temps après, son décès empêcha de continuer les essais sur une échelle plus étendue. 
Entretemps, en 1831, un ancien employé de Chappe, Pierre-Jacques Chatau, renvoyé de l'Administration télégraphique au moment de la Révolution de 1830, est venu proposer au tsar un système utilisant le télégraphe de Chappe mais en diminuant le nombre des signaux. Sa proposition a été acceptée et il a établi en Russie deux lignes de télégraphie aérienne, l'une, simplement expérimentale, de huit postes entre Saint-Pétersbourg et l'île de Cronstadt, et l'autre, beaucoup plus longue de cent quarante-huit postes entre Saint-Pétersbourg et Varsovie. Toutes les deux avaient une vocation militaire. 
Un système de lanterne, fonctionnant à l'huile, permettait de transmettre la nuit. Quatre employés étaient attachés au service de chacune des 220 stations et le temps de trajet d'une dépêche était de dix minutes, aller et retour. La première ligne a été ouverte en février 1834, la seconde à la fin de mars 1839. En 1839, la Russie achève son télégraphe optique reliant Saint-Pétersbourg à Varsovie. Cette ligne est à son ouverture la plus étendue de l'Europe. L'ingénieur français chargé de l'installation a été récompensé par une pension de 10 000 roubles et la croix de Saint-Vladimir.
Dans les années 1840, la Russie est aussi le théâtre d'expériences pour la télégraphie électrique, effectuées par Moritz von Jacobi, nommé en 1847 membre titulaire de l’Académie des sciences de Russie. Peu après il devint conseiller d'État du tsar. Pour déployer le télégraphe établi entre Tsarkoïé-Selo et Saint-Pétersbourg, sur 25 kilomètres, il employa un circuit entièrement métallique, les fils étant enveloppés d'une couche de résine élastique et enfoncés dans la terre. Après des expériences faites au cours de l'année 1842 « à une distance de 9 verstes » (environ 9 kilomètres), un parcours plus long a été testé avec succès. Une petite batterie galvanique servait à donner une force plus que suffisante pour faire fonctionner ce télégraphe, qui a en partie inspiré celui d'Alexander Bain, plus perfectionné. Cette technologie est utilisée en 1849, lorsqu'une ligne souterraine est déployée entre la capitale et Moscou et des ingénieurs russes sont envoyés à l'étranger pour compléter leurs connaissances,.
Le Télégraphe optique russe a été utilisé jusqu'en 1854, époque d'arrivée du télégraphe électrique dans la capitale russe. L'année précédente, le Tsar a décidé un grand programme d'investissement et organisé la première ligne électrique entre Saint-Pétersbourg, Varsovie et Koenigsberg. Werner von Siemens se rend dans la capitale russe, dans cette perspective, dès le début 1852, en passant par Riga. En 1855, une ligne construite par Werner von Siemens et Johann Georg Halske part en direction de Sébastopol, mais elle arrivera trop tard pour le début de la guerre de Crimée. Lorsque les hostilités sont déclenchées, elle n'est parvenue qu'à Simferopol.